# Molophilus (Molophilus) heterocerus
Molophilus (Molophilus) heterocerus is een tweevleugelige uit de familie steltmuggen (Limoniidae). De soort komt voor in het Nearctisch gebied.